# 横山智
横山 智（よこやま さとし、1966年 - ）は、日本の地理学者、名古屋大学大学院環境学研究科教授。
専門分野は、人文地理学、ラオスを中心とした東南アジアなどにおけるフィールドワークに基づく、農山村研究であるが、発酵食品文化についての著作もある。

## 経歴
北海道岩見沢市生まれ。
高等専門学校で電子工学を専攻し、卒業後はオリンパス光学工業や日本鉱業に技術者として勤務したが、1992年から青年海外協力隊の一員として2年間ラオスに派遣された。帰国後、1997年に埼玉大学教養学部地理コースを卒業。
筑波大学大学院博士課程地球科学研究科地理学・水文学専攻中退後、2003年に博士論文「A geographical study on the basis for existence of mountainous villages in northern Laos（ラオス北部山岳地域における村落の存立基盤に対する地理学的研究）」により、筑波大学から博士（理学）の学位を取得した。
著書『納豆の起源』(2014年・NHK出版)の業績により、『第5回(2015年) 地域研究コンソーシアム賞 研究作品賞』を受賞。

## おもな業績

### 単著
- 納豆の起源、NHK出版（NHKブックス）、2014年　ISBN 978-4-14-091223-2
- 納豆の食文化誌、農山漁村文化協会、2021年、ISBN 978-4-54-018117-7

### 共著
- （落合雪野との共著）ラオス農山村地域研究、めこん、2008年
- （荒木一視・松本淳との共編著）モンスーンアジアのフードと風土、明石書店、2012年
- （玉本奈々との共著）資源と生業の地理学、海青社（ネイチャー・アンド・ソサエティ研究）、2013年